# 陈仪乔
陈仪乔（1953年2月14日—），马来西亚政治人物，为人民公正党总财政和中央委员。她也是前吉隆坡旺沙玛珠国会议员（2018-2022），曾于1995年至2008年担任巴生国会议员和2004年至2006年担任馬來西亞国际贸易及工业部政务次长。

## 政治生涯
陈仪乔曾在1996年至2005年期间出任马华公会妇女组署理主席，并曾担任雪州妇女组主席和马华中央委员、国际贸易及工业部政务次长、巴生港务局总监等。不过，她在2005年马华公会党选中因被指违反党纪而遭冻结党籍半年，并在2008年马来西亚大选不获推荐上阵。2008年7月17日，她宣布退出马华公会，并在之后加入人民公正党。
2013年大选，陈仪乔到霹雳丹绒马林上阵，和时任马华公会国际贸易和工业部副部长黄家泉对垒，最终差4,328票败选。2018年大选时，她到吉隆坡旺沙玛珠上阵对垒马华公会的姚长禄，成功以24,238张多数票当选。

## 争议

### 忘带大马卡事件
2018年4月28日，作为公正党旺沙玛珠的准候选人陈仪乔抵达提名中心后因忘带身分证，使用身份证副本来完成提名手续。其助理也在提名10时结束前的最后17分钟，赶往梳邦再也住家将大马卡递来。而公正党也为了以防提名失效，最后一分钟时委派另一名公正党员以独立人士身分上阵，并获准提名。然而，她最后通过选委会的审查，得以上阵该选区。而选委会的这项举动也引起国阵马华公会的候选人姚长禄和伊斯兰党候选人的不满，并在拜票期间遭到选民调侃。

### 国会打瞌睡事件
2018年7月19日马来西亚第14届国会下议院第一期会议的第二个阶段时，陈仪乔在潘俭伟发言时睡觉的影片被上载至网络引起网民热议。她则在后来表示当时自己正值感冒，吃了药效强的感冒药所以才会打瞌睡，并认为服务选民比回应此次争议来的重要。

## 荣誉
- 雪蘭莪 :
  -  苏丹沙拉胡丁阿都阿玆沙效忠拿督勋章（DSSA）—拿汀巴杜卡（2000年）[11]